# Вонсгайм
Вонсгайм (нім. Wonsheim) — громада в Німеччині, розташована в землі Рейнланд-Пфальц. Входить до складу району Альцай-Вормс. Складова частина об'єднання громад Вельштайн.
Площа — 8,79 км2. Населення становить 896 ос. (станом на 31 грудня 2020).